# Johanneskyrkan, Vännäs
Johanneskyrkan (efter Johannes döparen) är en kyrka som tillhör Vännäs församling i Luleå stift. Kyrkan står i Vännäs och blev invigd 1960 av biskop Ivar Hylander. Kyrkans arkitekt var Kjell Wretling.

## Kyrkobyggnaden
Kyrkan är byggd i tegel och har ett rektangulärt långhus med ett skifferbelagt sadeltak och en fasad av vitslammat tegel. Tornet har ett sadeltak i samma riktning som långhuset. Innertaket är panelklätt, brunlackerat och höjer sig i etapper över mittgången. Golvet är belagt med kalkstenplattor och innerväggarna är vita i tegel och betong. Koret är utformat som ett stjärnvalv. Kyrkorummet beräknas ha fasta sittplatser för 470 personer.

## Övrigt
Portalomfattningen är utförd av skulptören David Wretling och en triptyk på korväggen är utförd av Carl Magnus Lindqvist.
Orgeln omfattar 26 stämmor, fördelade på tre manualer och pedal. Den är helmekanisk och byggd av Åkerman & Lund Orgelbyggeri.